# La brújula dorada (videojuego)
La Brújula Dorada es un videojuego de acción-aventura desarrollado por Shiny Entertainment y publicado por SEGA a finales de 2007 para las consolas Nintendo DS, Wii, PlayStation Portable, PlayStation 2, PlayStation 3 y Xbox 360, y también para PC. El juego está basado en la película homónima de Chris Weitz, La brújula dorada.